# Ecliptopera angustaria
Ecliptopera angustaria är en fjärilsart som beskrevs av John Henry Leech 1897. Ecliptopera angustaria ingår i släktet Ecliptopera och familjen mätare. Inga underarter finns listade i Catalogue of Life.